# Пая бура

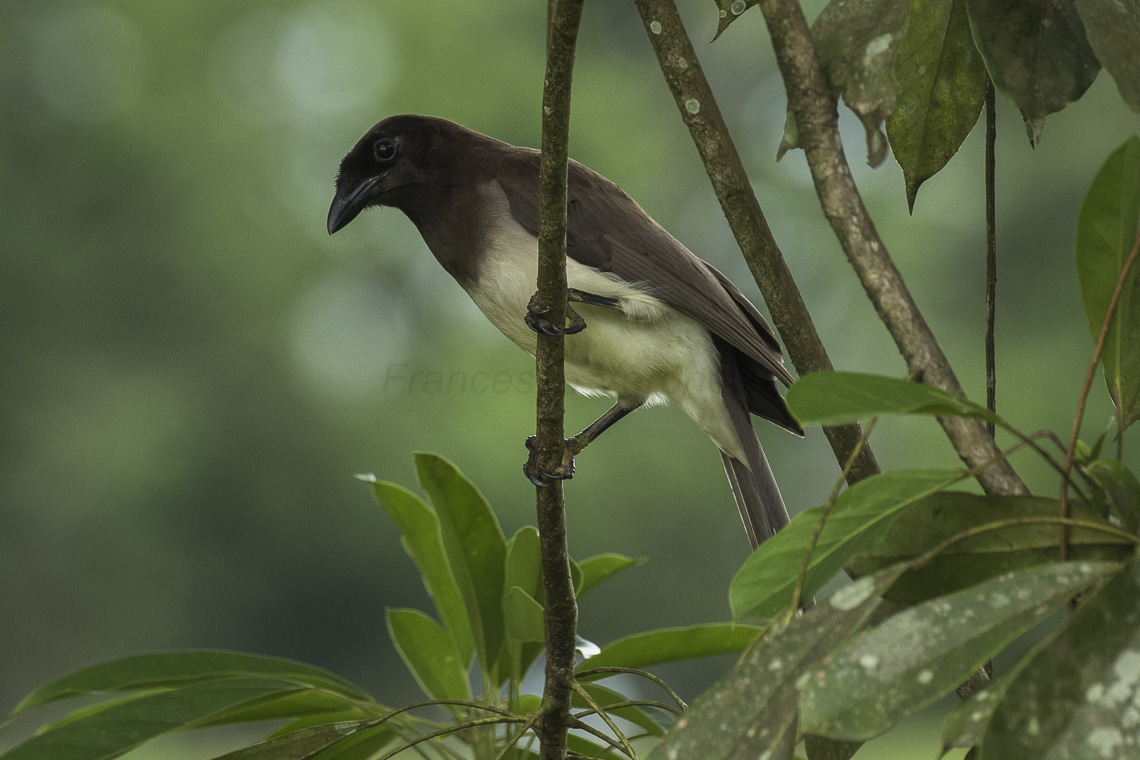
Бура пая (Сарапікі, Коста-Рика)

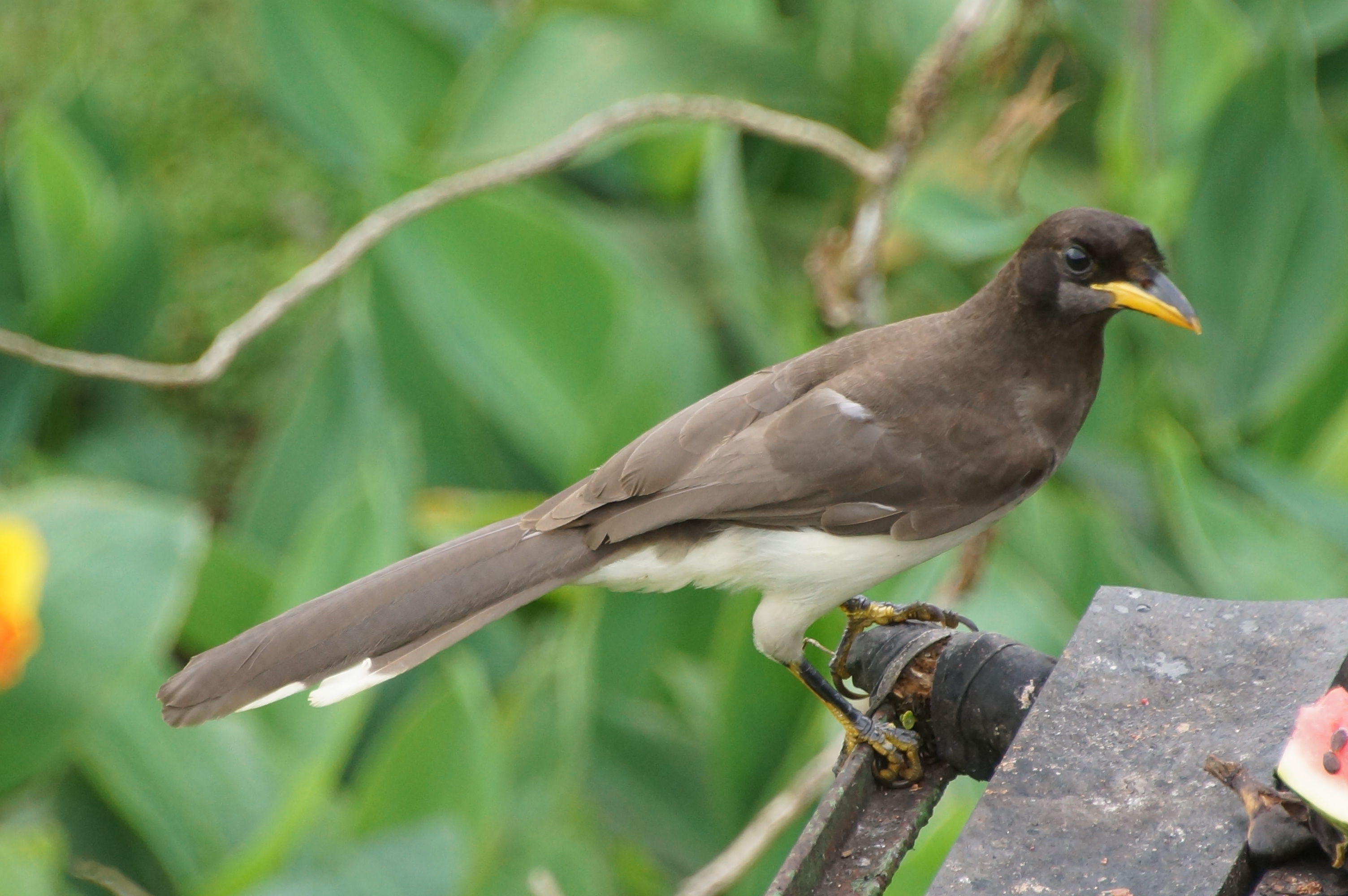
Молода бура пая (Коста-Рика)

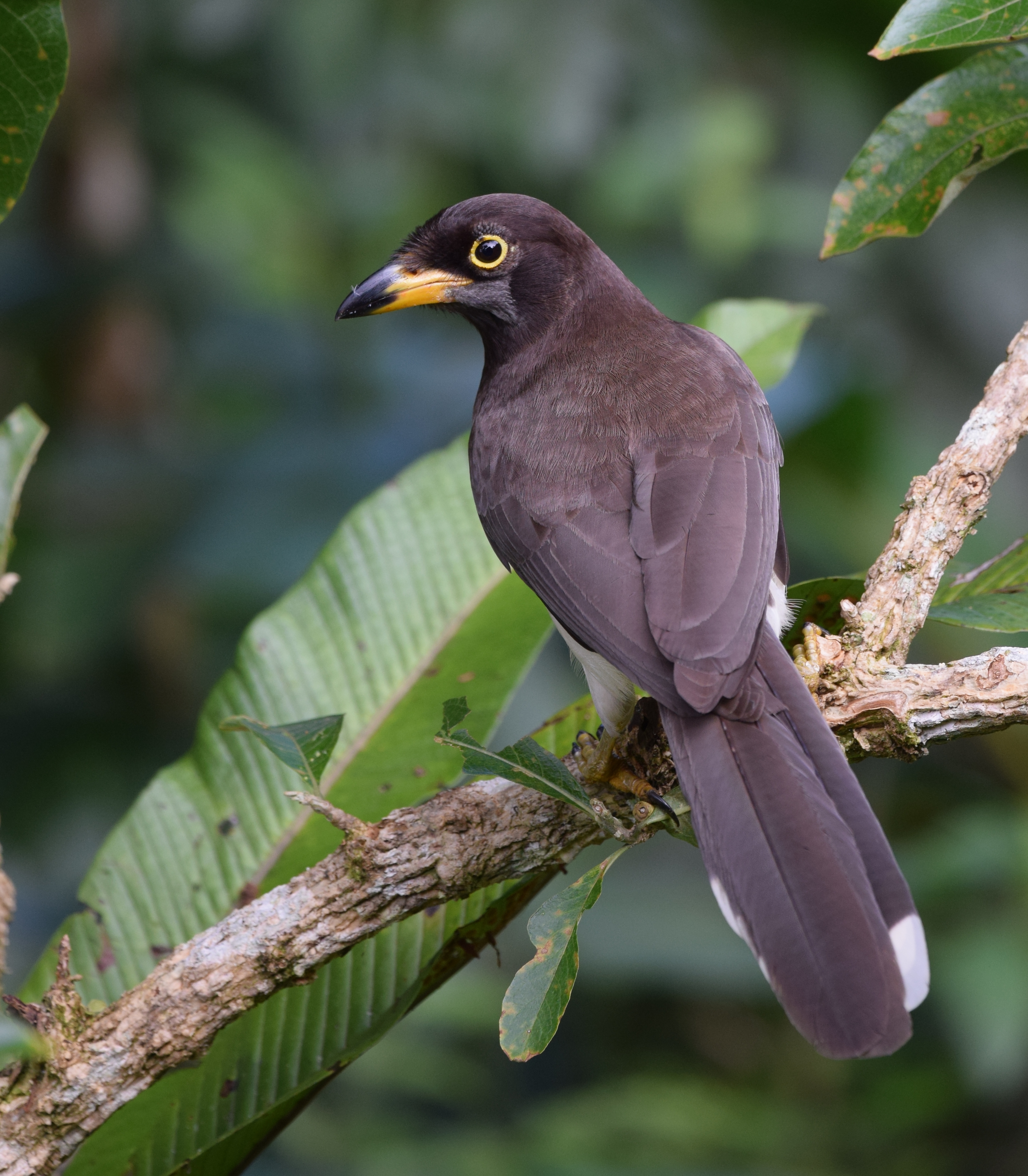
Молода бура пая (Коста-Рика)

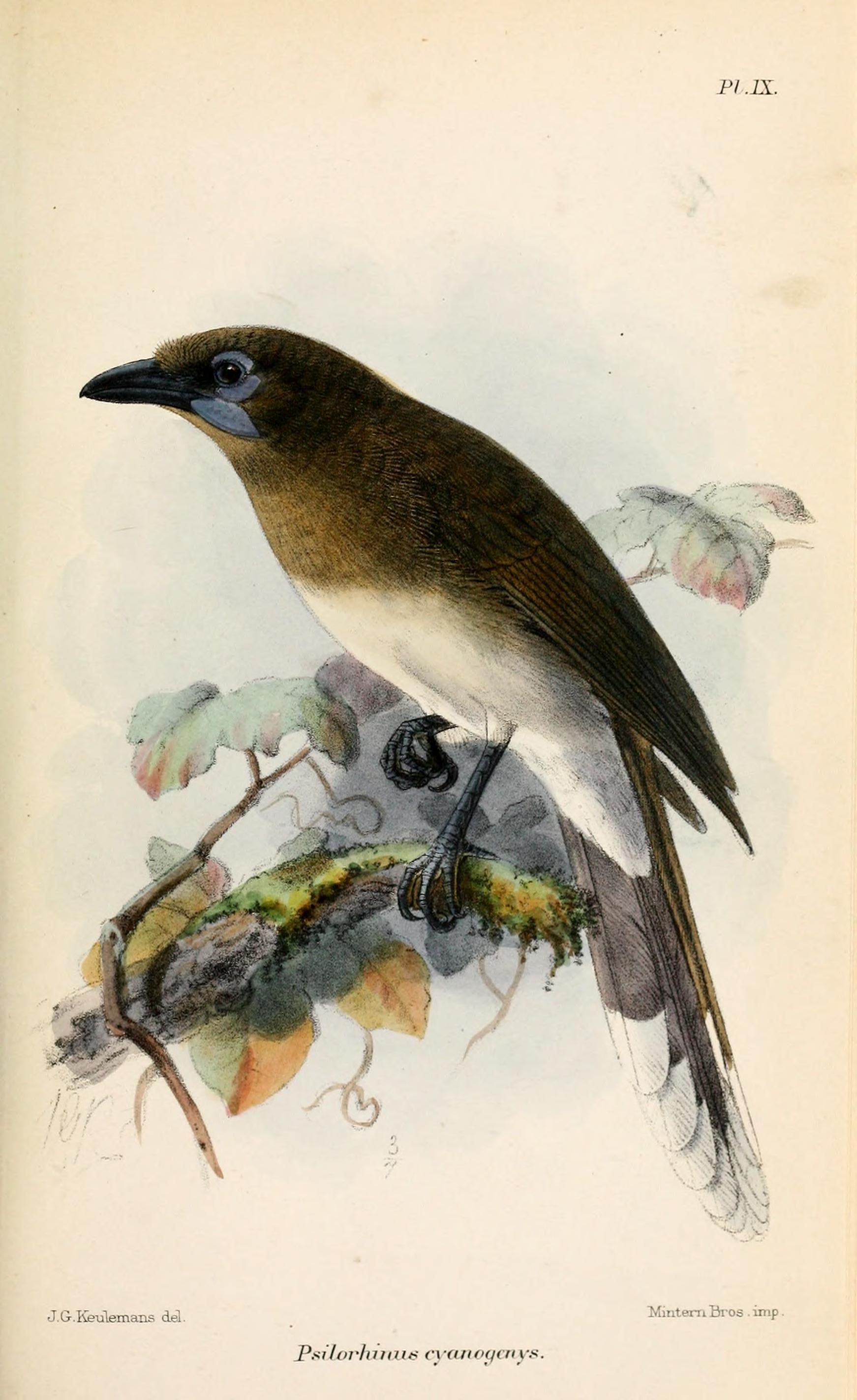
Бура пая

Па́я бура (Psilorhinus morio) —  вид горобцеподібних птахів родини воронових (Corvidae). Мешкає в США, Мексиці і Центральній Америці. Це єдиний представник монотипового роду Бура пая (Psilorhinus).

## Опис
Бурі паї — стрункі птахи з міцною будовою тіла. Голова у них має круглу форму, очі великі, дзьоб конічної форми, довгий і міцний, лапи сильні, крила і хвіст відносно довгі. Загалом бурі паї схожі на сорок з головою ворони. Їх довжина становить 38-44 см, а вага — 173-224 г.
Представники північних популяцій мають майже повністю буре забарвлення, нижня частина тіла у них світліша, охристо-коричнева. У представників підвденних популяцій живіт білий, а кінчики крайніх стернових пер яскраво-білі. Дзьоб, плями голої шкіри, що знаходяться на щоках біля основи дзьоба, кільця навколо очей і лапи у молодих птахів яскраво-жовті, однак з віком тьмяніють. У дорослих птахів вони повністю чорні.
Голос — доволі одноманітні, гучні і різкі крики, які регулярно повторюються з більшою чи меншою інтенсивністю і стають більш різкими і високими у випадку небезпеки або хвилювання птаха.

## Підвиди
Виділяють три підвиди:
- P. m. palliatus Van Rossem, 1934 — від крайнього півдня Техасу (долина Ріо-Гранде) до північної-східної і східної Мексики (Веракрус);
- P. m. morio (Wagler, 1829) — від південно-східної Мексики до західної Панами;
- P. m. vociferus (Cabot, S, 1843) — північ півострова Юкатан.

## Поширення і екологія
Бурі паї мешкають в Сполучених Штатах Америки, Мексиці, Гватемалі, Белізі, Гондурасі, Нікарагуа, Коста-Риці і Панамі. Вони живуть в різноманітних природних середовищах і легко адаптуються до їх зміни. Віддають перевагу узліссям тропічних лісів і саванам, зустрічаються на висоті до 2500 м над рівнем моря.

## Поведінка
Бурі паї ведуть денний спосіб життя, зустрічаються поодинці або парами, рідше розрідженими групами, які утворюються в місцях з великою кількістю їжі або фрмуються молодими птахами одразу після сезону розмноження, коли вони ще не є достатньо самостійними. Вони проводять більшу частину дня в пошуках їжі серед гілок на деревах або на землі, а увечері ховаються в густій рослинності, де проводять ніч.

### Раціон
Бурі паї — всеїдні птахи, більшу частину їх раціону складають комахи та інші дрібні безхребетні, яких вони шукають на землі або серед гілок. Також ці птахи живляться ягодами, плодами (особливо полюбляють плоди панамського каучукового дерева Castilla elastica), дрібними хребетними, такими як гризуни і ящірки, яйцями, пташенятами, нектаром банану і бальси тощо. В той же час, як безхребетні завжди залишаються основою раціону птахів, дрібні безхребетні і пташині яйця можуть ігноруватися, якщо є інші доступні джерела їжі.

### Розмноження
Бурі паї — моногамні птахи, сезон розмноження у яких триває з березня по червень з піком у квітні. Їхні гнізда мають чашоподібну форму, будуються парою птахів з грубо переплетених гілочок і рослинних волокон і розміщуються в густій рослинності на дереві. В кладці від 2 до 6 (зазвичай 3) яйця. Інкубаційний період триває 18-20 днів. Насиджують лише самиці, самці в цей час годують їх і захищають гніздо. За пташенятами доглядають самиці, іноді також їм допомагають 1-2 птаха з попереднього виводку, які ще не знайшли собі пару. Пташенята покидають гніздо через 3 тижні після вилуплення, а повністю самостійними вони стають через півтора місяці після вилуплення.